# 1961 en fantasy
| Années de la fantasy : 1958 - 1959 - 1960 - 1961 - 1962 - 1963 - 1964    |
| Décennies de la fantasy : 1930 - 1940 - 1950 - 1960 - 1970 - 1980 - 1990 |

L'année 1961 a été marquée, en matière de fantasy, par les événements suivants.

## Naissances et décès

### Naissances
- 20 octobre : Kate Mosse, romancière britannique.
- (date exacte inconnue) : Caiseal Mór, romancier australien.

## Romans - Recueils de nouvelles ou anthologies - Nouvelles
- Trois cœurs, trois lions (Three Hearts and Three Lions), roman de Poul Anderson